# Gramastetten
Gramastetten – gmina targowa w Austrii, w kraju związkowym Górna Austria, w powiecie Urfahr-Umgebung. Liczy 4965 mieszkańców (1 stycznia 2015).